# Три народні принципи

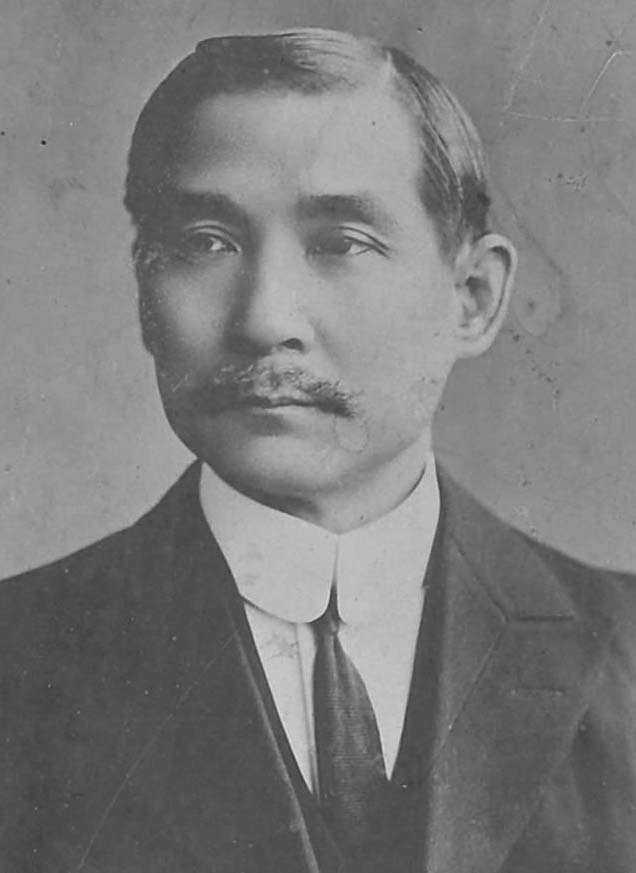
Сунь Ятсен — автор «трьох народних принципів»

Три народні принципи (доктрина Саньмінь, спрощ.: 三民主义; кит. трад.: 三民主義; піньїнь: Sān Mín Zhǔyì) — політична доктрина, розроблена китайським політиком і філософом Сунь Ятсеном. Частина політичної філософії, спрямованої на перетворення Китаю на вільну, квітучу й сильну державу.
Спадщина ідеології «трьох народних принципів» найбільш очевидно відстежується в державному устрої Республіки Китай (Тайваню) й ідеології Гоміньдану. Зокрема, «народні принципи» згадуються в першому рядку державного гімну Тайваню та в першій статті тайваньської конституції.

## Витоки
Ідеологія «трьох народних принципів» виникла під впливом досвіду, набутого Сунь Ятсеном у США й містить елементи американської політичної думки. Сунь Ятсен казав, що його надихнув рядок з геттісбурзької промови Авраама Лінкольна: «уряд з народу, створений народом і для народу». Окрім того, на Сунь Ятсена значно вплинула ідеологія конфуціанства.
У найбільш чіткому («канонічному») вигляді народні принципи наведено у збірці промов Сунь Ятсена, зібраних його другом Хуан Чангу й відредагованих самим Сунь Ятсеном.

## Опис

### Націоналізм
Принцип націоналізму (спрощ.: 民族主义; кит. трад.: 民族主義; піньїнь: mínzú zhǔyì) передбачає звільнення Китаю від домінування імперіалістичних держав. Щоб досягнути такої мети, Сунь Ятсен вважав за необхідне розвивати «громадянський націоналізм» (у протиставлення етноцентризму) й «об'єднати різні народності Китаю», передусім п'ять основних: хань, монголів, тибетців, маньчжурів і мусульман (зокрема уйгурів). Єдність п'яти народностей символізував п'ятикольоровий прапор Китайської Республіки (1911—1928). Насправді та концепція означала штучне включення тих народів, що отримали права самовизначення після падіння маньчжурської імперії Цін, до національної держави хань — Китайської Республіки.

### Народовладдя
Принцип демократії (спрощ.: 民权主义; кит. трад.: 民權主義; піньїнь: mínquán zhǔyì) відповідає конституційному правлінню західного типу. Відповідно до Сунь Ятсена, ідеальне для Китаю політичне життя поділяється на дві «влади»: політичну та владу державного управління.
Політична влада (спрощ.: 政权; кит. трад.: 政權; піньїнь: zhèngquán) — аналогічне до західних громадянських прав і парламентаризму право людей висловлювати політичні вимоги. До цієї групи належать чотири види прав: право на вибори, право на відкликання обраних представників, право на законодавчу ініціативу й право на референдум. Відповідно до такого принципу було створено Національні збори Китайської Республіки.
Влада державного управління (спрощ.: 治权; кит. трад.: 治權; піньїнь: zhìquán). Сунь Ятсен розширив західну теорію трьох гілок державного управління й системи стримування та противаг, поєднавши її з китайською традицією п'яти гілок уряду (кит.: 院; піньїнь: yuàn): до законодавчої, виконавчої та судової влади (за філософією Монтеск'є) Сунь Ятсен додав контрольну й екзаменаційну (селективну). Первинно законодавча влада мала бути частиною «влади державного управління» й не рівноцінна національному парламенту (що входив до «політичної влади»).

### Народний добробут
Принцип народного добробуту (спрощ.: 民生主义; кит. трад.: 民生主義; піньїнь: mínshēng zhǔyì) вбачався Сунь Ятсеном як створення індустріальної економіки та забезпечення рівності селянського землевласництва (така концепція виникла під впливом американського мислителя Генрі Джорджа; її спадщиною є тайванський податок на вартість земельних ділянок). Сунь Ятсен виділяв чотири групи засобів до існування (їжа, одяг, житло і транспорт) і планував, як ідеальний китайський уряд мав забезпечувати ними населення. Принцип народного добробуту іноді розуміють як соціалізм чи як проведення популістської політики.

## Спадщина

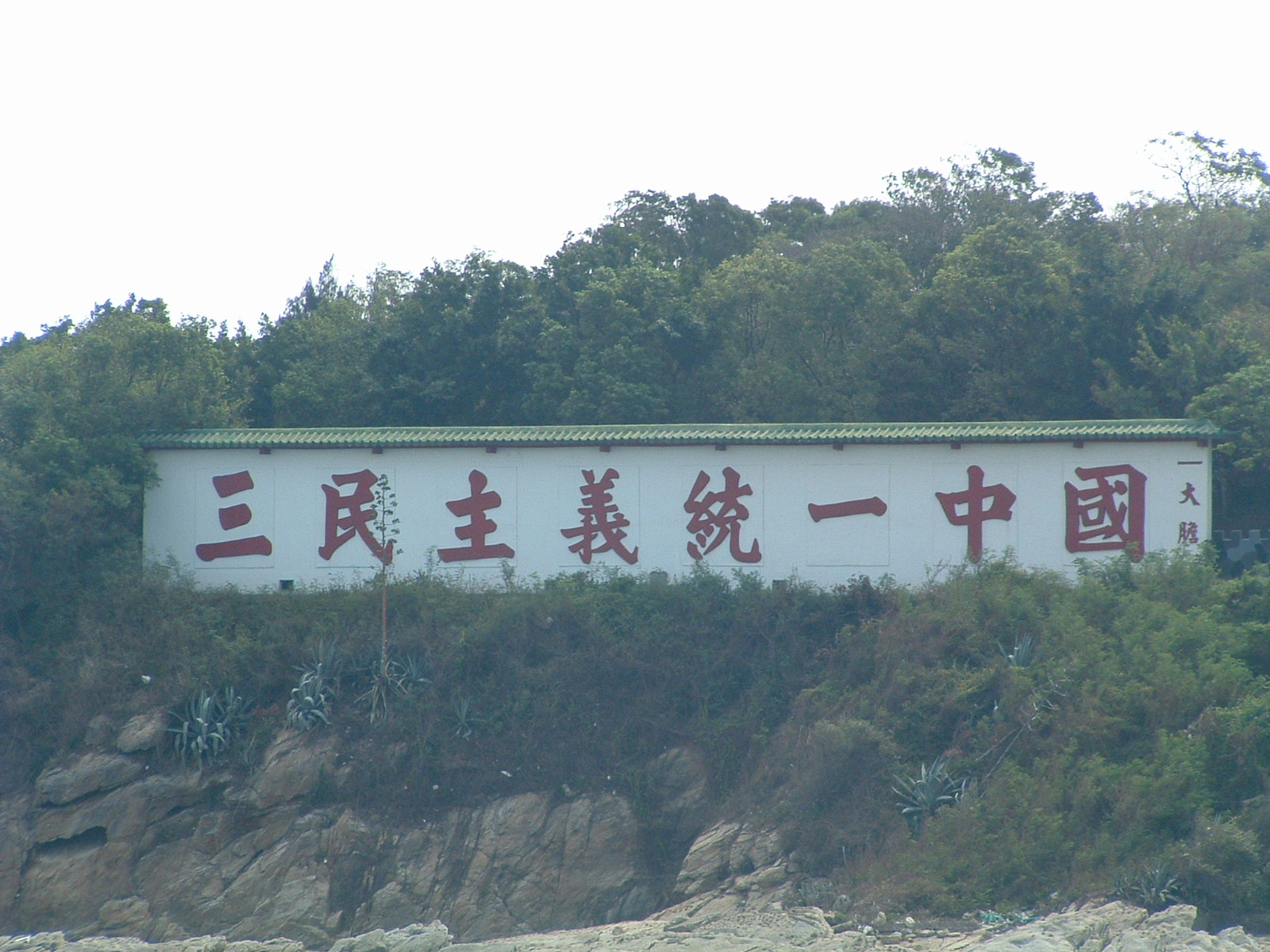
Гасло «Китай об'єднають „Три народні принципи“», розміщене на одному з тайванських островів Цзіньмень. На протилежному березі (що належить КНР) міститься гасло «Китай об'єднає політика „одна країна — дві системи“»

«Три народні принципи» використовувались різними партіями та групами інтересів, причому їх інтерпретація значно варіювала та, можливо, відрізнялась від ідей самого Сунь Ятсена. Зокрема, Чан Кайші доповнив принцип «народного добробуту», додавши до нього ще дві групи засобів до існування: освіта й відпочинок, а також виступав проти ототожнення того принципу з комунізмом чи соціалізмом.
«Три народні принципи» використовувались Гоміньданом під керівництвом Чан Кайші, Комуністичною партією Китаю під керівництвом Мао Цзедуна, а також колабораціоністським урядом Ван Цзінвея. Гоміньдан і КПК значною мірою однаково розуміли принцип націоналізму, однак їхнє розуміння народовладдя й народного добробуту відрізнялись: перші розглядали ті принципи з позицій західної соціал-демократії, а останні — з точки зору марксизму й комунізму. Японський колабораціоністський уряд Ван Цзінвея інтерпретував націоналізм як співпрацю з Японською імперією в просуванні паназійських, а не власне китайських інтересів.

### Республіка Китай
У Тайвані було створено низку вищих навчальних закладів (факультетів і кафедр вишів), що займались вивченням і розвитком «трьох народних принципів». Наприкінці 1990-их років ті заклади почали займатись також іншими політичними теоріями та змінили назви на ідеологічно нейтральні (наприклад, «Інститут демократичних досліджень»). На честь «трьох принципів» («саньмінь») чи одного з них («міньцзу», «міньцюань» і «міньшен») названо багато тайванських вулиць та установ.
«Три народні принципи» вийшли з активного політичного лексикону в середині 1980-их, однак залишаються частиною політичної платформи Гоміньдану й конституції Тайваню. Критика самих принципів з боку політичних партій відсутня, однак є противники формальної прив'язки конституції до будь-яких політичних принципів й індоктринації в системі освіти. Існує тенденція інтерпретації «трьох народних принципів» у локальному тайванському, а не загальнокитайському контексті.